# Nowaja Ljalja
Nowaja Ljalja (russisch Новая Ляля) ist eine Stadt in der Oblast Swerdlowsk (Russland) mit 12.734 Einwohnern (Stand 14. Oktober 2010).

## Geographie
Die Stadt liegt am Ostrand des Ural, etwa 300 km nördlich der Oblasthauptstadt Jekaterinburg, am Fluss Ljalja, einem rechten Nebenfluss der Soswa. Das Klima ist kontinental.
Die Stadt Nowaja Ljalja ist Verwaltungszentrum des gleichnamigen Rajons.
Nowaja Ljalja liegt an der 1906 eröffneten Eisenbahnstrecke Kuschwa (Station Goroblagodatskaja) – Serow. Die Bahnstation der Stadt heißt Ljalja.

## Geschichte
Nowaja Ljalja entstand 1723 im Zusammenhang mit dem Bau einer in Staatsbesitz befindlichen Kupferhütte, die jedoch bereits 1744 wieder geschlossen wurde.
Seit Beginn des 20. Jahrhunderts entwickelte sich der Ort zu einem Zentrum der Holzverarbeitung und Papiererzeugung. 1938 erhielt er Stadtrecht. Der Name ist vom Fluss Ljalja (mansisch für Fluss der Feinde) abgeleitet und bedeutet Neu-Ljalja (russisch nowaja, fem. für neu) im Gegensatz zu Staraja Ljalja/ Alt-Ljalja, einem Dorf etwa 50 km flussaufwärts.
In Nowaja Ljalja bestand das Kriegsgefangenenlager 318 für deutsche Kriegsgefangene des Zweiten Weltkriegs.

### Bevölkerungsentwicklung
| Jahr | Einwohner |
| ---- | --------- |
| 1939 | 14.888    |
| 1959 | 17.767    |
| 1970 | 16.977    |
| 1979 | 16.963    |
| 1989 | 15.681    |
| 2002 | 14.584    |
| 2010 | 12.734    |

Anmerkung: * Volkszählung (gerundet) ** Volkszählung

## Kultur und Sehenswürdigkeiten
Im einige Kilometer nördlich gelegenen Dorf Lobwa gibt es seit 1997 ein kleines Heimatmuseum.

## Wirtschaft
Nowaja Ljalja ist ein Zentrum der Holz- und Papierindustrie (Firmen Ljalja-les, Zellulose- und Papierkombinat). Daneben gibt es Betriebe der Lebensmittelindustrie auf Grundlage des Landwirtschaftsgebietes in der Umgebung (Kartoffeln, Gemüse, Viehwirtschaft).